# Hamzalı
Hamzalı ist ein Ortsteil (Mahalle) im Landkreis Yumurtalık der türkischen Provinz Adana mit 292 Einwohnern (Stand: Ende 2024). Im Jahr 2011 zählte der Ort 392 Einwohner.